# Даг Хаулет
Даг Хаулет (енгл. Doug Howlett; 21. септембар 1978) бивши је професионални новозеландски рагбиста, рекордер по броју постигнутих есеја за "Ол Блексе" (Рагби јунион репрезентација Новог Зеланда).

## Биографија
Висок 185 цм, тежак 93 кг, Хаулет је играо за Оукленд у ИТМ Куп. У Супер Рагби играо је кратко за екипе Хајлендерси и Хурикејнси и најдуже за екипу Блузси, за коју је одиграо 97 мечева и постигао 280 поена. Даг Хаулет је одиграо 62 тест меча за репрезентацију Новог Зеланда и постигао чак 49 есеја (рекорд). Каријеру је завршио у ирском гиганту Манстер рагби за који је наступао од 2008. до 2013. и постигао 35 есеја у 114 утакмица.